# Honza Holeček
Jan „Honza“ Holeček (* 15. dubna 1969 Praha) je český rockový, bluesrockový a folkrockový skladatel, zpěvák, kytarista, klávesista a hráč na foukací harmoniku.

## Život
Hudbě se Holeček začal věnovat na LŠU v Praze v ulici Na Dlouhém lánu, kde navštěvoval hodiny hry na klavír. Jeho oblíbeným nástrojem jsou varhany Hammond B3. Jeho profesí mělo být pivovarnictví, ale dal se na hudební dráhu.

## Kapely
- 1988–1989 – Freway Jam, zpěv[2][3][4][5] Repertoár sestával především ze skladeb Led Zeppelin, Deep Purple a dalších hard rockových skupin z počátku 70. let.
- 1992–1993 – The Way, Black Rain[6] Převzatý hard rockový materiál i původní tvorba.
- 1996–2003, 2011–2013 – Red Baron Band: zpěv, klávesy[7]

## Tvorba

### Autorská rocková tvorba
- 2005–2008, 2012–2020 – Energit: zpěv, klávesy[8] Česká jazzrocková kapela, založená roku 1973, která obnovila činnost po více než třiceti letech. Díky jejímu vedoucímu, kytaristovi Luboši Andrštovi se Holeček, zprvu na postu zpěváka, uplatnil v kapele i jako klávesista.
- 2015 – Afterglow Rytmiku tvořil baskytarista Pavel Novák a bubeník Jiří Zelenka. Kapela hrála autorské skladby.
- Blues Amplified: baskytara, zpěv (2018)

### Autorský hard rockový repertoár
- od 2018 – Livin Free[9]

### Vlastní blues rockový repertoár
- od 2020 – Holeček & Marcel project: zpěv, kytara, klávesové nástroje, foukací harmonika[10] Kapela vystupuje jako akustické duo i v rozšířené verzi s rockovou rytmikou především s autorskou tvorbou, proloženou osobitými covery známých skladeb. Pavel Marcel je také kytaristou Framus Five Michala Prokopa.[11]
- od 2022 – Flamengo Reunion Session: zpěv, Hammond B3, Nord Electro Roku 2022 obnovená kapela Flamengo, která působila v období let 1966 - 1972. Z původních členů je v sestavě baskytarista Vladimír Guma Kulhánek a kytarista Pavel Fořt.

Honza Holeček vystupuje i sólově, kdy s doprovodem kytary, střídavě s piánem, zpívá především vlastní písně. Na rok 2023 je naplánované vydání debutového sólového Holečkova alba „From Cradle To Coffin“. Jako bubeník se na něm objeví i Winston Augustus Watson Jr., který hrál například v kapele Boba Dylana, s kterým Holeček má nachystané na ten samý rok i tuzemské podzimní turné, postavené na Dylanových písních.   Archivováno 20. 5. 2023 na Wayback Machine.

## Diskografie
- 1992 – Freeway Jam: Forced Landing (kazeta)[14]
- 2017 – Energit: Time’s Arrow[15]
- 2018 – Blues Amplified: Space Shuffle[16]
- 2019 – Livin Free: Voices From Beyond[17]
- 2022 – Holeček & Marcel Project: Light Up Your Fire
- 2022 – Flamengo Reunion Session: Live[18]
- 2024 - Livin Free: From Cradle to Coffin[19]